# لوون هاروتیونیان (پزشک)
لوون هاروتیونیان (ارمنی: Լևոն Ասատուրի Հարությունյան؛  زادهٔ ۲۱ ژوئیهٔ ۱۹۰۳ - درگذشته ۲۰ آوریل ۱۹۷۳) یک دانشمند علم بهداشت و استاد اهل ارمنستان بود.

## زندگی‌نامه
در ۳ اوت [سبک قدیمی: ۲۱ ژوئیه] ۱۹۰۳ در گیادیک-ساتلمش به دنیا آمد و از دانشگاه دولتی ایروان (۱۹۲۷) دانشگاه پزشکی دولتی ایروان () فارغ‌التحصیل شد. وی در دانشگاه دولتی ایروان، دانشگاه پزشکی دولتی ایروان و انستیتو دام‌پروری و دام‌پزشکی ایروان فعالیت می‌کرد. وی عضو آکادمی علوم پزشکی اتحاد شوروی بود. وی همچنین برنده دانشمند شایسته ارمنستان شوروی (۱۹۵۶) و نشان لنین شده است. وی در ۲۰ آوریل ۱۹۷۳ در سن ۶۹ سالگی در ایروان درگذشت.

## نگارخانه

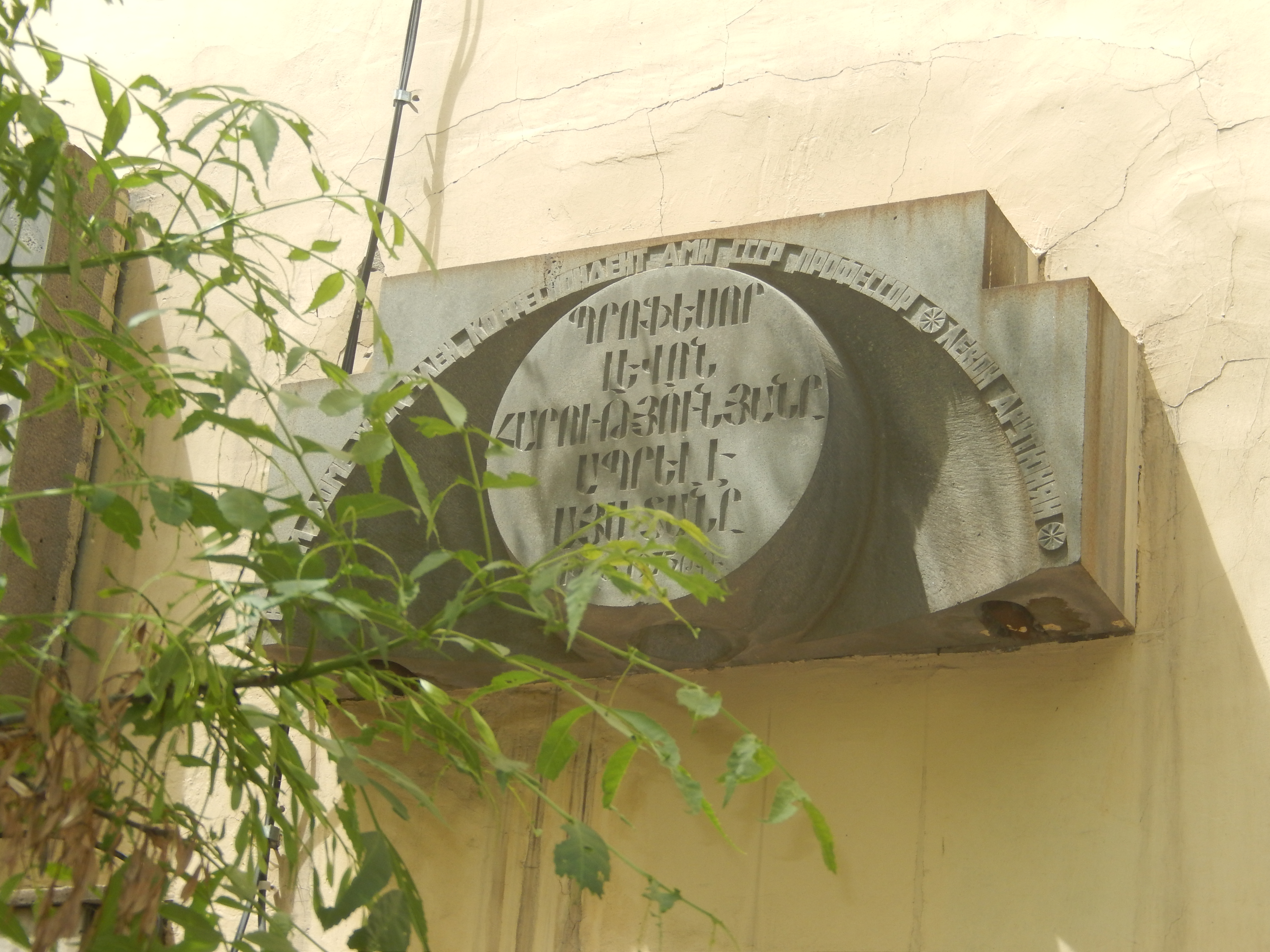

## یادداشت
1. ↑  բժշկական գիտությունների դոկտոր